# Arivaca Junction
Arivaca Junction es un lugar designado por el censo ubicado en el condado de Pima en el estado estadounidense de Arizona. En el Censo de 2010 tenía una población de 1090 habitantes y una densidad poblacional de 143,98 personas por km².

## Geografía
Arivaca Junction se encuentra ubicado en las coordenadas 31°44′20″N 111°4′26″O / 31.73889, -111.07389. Según la Oficina del Censo de los Estados Unidos, Arivaca Junction tiene una superficie total de 7.57 km², de la cual 7.57 km² corresponden a tierra firme y (0%) 0 km² es agua.

## Demografía
Según el censo de 2010, había 1.090 personas residiendo en Arivaca Junction. La densidad de población era de 143,98 hab./km². De los 1.090 habitantes, Arivaca Junction estaba compuesto por el 72.02% blancos, el 0.09% eran afroamericanos, el 2.2% eran amerindios, el 0% eran asiáticos, el 0.09% eran isleños del Pacífico, el 21.83% eran de otras razas y el 3.76% pertenecían a dos o más razas. Del total de la población el 67.61% eran hispanos o latinos de cualquier raza.